# Veronica Mars (personnage)
Pour la série télévisée, voir Veronica Mars.
Veronica Mars est un personnage fictif de la série télévisée Veronica Mars. Elle est incarnée par Kristen Bell.

## Biographie du personnage
Veronica Mars est une jeune fille habitant à Neptune en Californie. Elle vit avec ses parents Keith et Lianne Mars. Sa vie bascule le jour où sa meilleure amie, Lilly Kane, se fait assassiner. De plus, une semaine auparavant, Duncan Kane, son petit ami et frère de Lilly, la quitte sans explication. Son père, en tant que shérif de la ville, accuse le père de Lilly d'avoir tué sa fille. Veronica choisit de rester auprès de son père sachant que tous les membres du 3/9 ainsi qu'une grande partie des élèves de Neptune High sont du côté du père de Lilly. Sa mère décide de les quitter à cause du licenciement de son père. Pour montrer à tout le monde qu'elle n'a pas honte de ce qu'a fait son père, elle se rend dans une soirée de Shelly Pomroy, une de ses camarades de classe. Elle y boit un verre contenant la drogue du violeur (GHB) et se fait violer durant la nuit, se réveillant seule le lendemain matin dans la chambre d'amis.
Un an plus tard, elle est au lycée de Neptune High et rencontre Wallace Fennel. Elle le sauve d'une mauvaise passe et Wallace devient dès lors le seul vrai ami de Veronica au lycée. Pendant la première saison de la série, elle essaie de trouver l'assassin de sa meilleure amie.
La saison suivante, elle rentre en car d'une sortie scolaire. Lors d'une pause dans une station service, ils y oublient Veronica. Quelques minutes plus tard, le car tombe de la falaise. Veronica enquête alors pour découvrir le responsable de cette tragédie.
Dans la troisième saison, où elle est en 1re année de fac, et essaie dans un premier temps de découvrir qui est le responsable des viols (dont elle faillit être victime) qui ont lieu sur le campus, puis de savoir qui a tué le doyen de l'université ainsi que l'entraineur de basket.
Dans le film, elle est toujours en couple avec Piz. Elle a terminé ses études de droit à Stanford. On lui propose un poste d'avocate à New York, dans le prestigieux cabinet Truman-Mann. Avant cela, elle doit retourner à Neptune pour aider Logan, suspecté du meurtre de sa petite amie. Elle participe également à la réunion des 10 ans de sa promo au lycée de Neptune High. Elle découvre également le climat de corruption qui règne dans la ville. Elle aide Logan et se rapproche de plus en plus de lui.
Dans la saison 4, Veronica et son père enquêtent sur l'explosion d'une bombe dans un hôtel situé sur la promenade de Neptune, le Sea Sprite. En plein Spring Break, la ville est en ébullition : un nouveau plan municipal doit être voté. Logan est de retour d'une mission au Moyen-Orient et tente de préserver sa relation avec Veronica. Leur cohabitation est compliquée mais leurs sentiments sont inchangés. Ils habitent près de la plage avec leur chien, Pony. Ils décident de se marier. Quelques heures après cela, Logan est tué par l'explosion d'une bombe à retardement posée dans la voiture de Veronica.

## Profil psychologique
Veronica est en marge de la société et ne cherche pas à être populaire. Rien ne lui fait peur, car elle est une solitaire qui a vécu de nombreux traumatismes (elle a été victime d’un viol, sa meilleure amie a été assassinée, et sa mère, une alcoolique est parti tout d'un coup et les a abandonnés elle et son père). Veronica Mars est en apparence une adolescente ordinaire, mais en réalité elle est maligne, curieuse et courageuse. Elle est aussi coriace et cynique. Veronica a vécu tellement d’épreuves douloureuses qu’elle s’est blindée et que maintenant elle se moque de ce que les gens pensent d’elle : c’est précisément ce qui fait sa force.
Veronica a grandi trop tôt, trop vite. La série n’oublie jamais que ses talents d’enquêtrice sont le résultat d’une détresse abominable, et qu’aucune ado de son âge ne devrait ressentir le besoin de percer à jour – et de venger –  les torts et les injustices de son patelin.

## Sa vie amoureuse

### Duncan Kane
Le premier petit ami de Veronica est Duncan Kane, qui est le frère de Lilly. Au début de la première saison, ils sont séparés et Duncan l'évite et se montre très froid envers elle. Il l'avait quittée une semaine avant l'assassinat de Lilly car Duncan pensait que Veronica était sa sœur (Veronica n'apprendra ses raisons qu'à la fin de la première saison). Elle apprend également que Duncan a passé la nuit avec elle lors de la soirée de Shelly Pomroy. Il n'était pas non plus dans son état normal (Logan avait versé du GHB dans sa boisson) et toujours amoureux de Veronica, il n'a pas su résister à la tentation. Pour tenter d'oublier Veronica, il sort pendant quelque temps avec Meg Manning, mais la quitte pour retourner avec Veronica au début de la deuxième saison. Puis, il apprend que Meg, qui est dans le coma depuis l'accident du bus, est enceinte de lui. Après la naissance de l'enfant et la mort de la jeune femme, il craint que les parents de Meg ne maltraitent le bébé. Avec l'aide de Veronica, il s'enfuit en Australie en emmenant sa fille, qu'il a appelé Lilly pour honorer la mémoire de sa défunte sœur. Il réapparaîtra un peu plus tard, où on le voit payer un homme pour tuer l’assassin de sa sœur.

### Troy Vandegraff
Troy Vandegraff est un ami de Duncan Kane qui arrive à Neptune High au début de la première saison. En dépit de la mauvaise réputation de Veronica, il sympathise avec elle. Elle est ravie de voir qu'il a de bonnes intentions envers elle et accepte de sortir avec lui. Mais, il la déçoit énormément lorsqu'elle apprend qu'en réalité Troy a une autre petite amie et qu'il est décidé à partir au Mexique avec de la drogue. Après s'être séparés, il quitte Neptune High. Elle le piège alors pour se venger de lui.
Elle le retrouve dans un épisode de la deuxième saison lorsqu'elle visite le campus de l'université. Il s'excuse auprès d'elle pour le mal qu'il lui a fait et lui affirme qu'il a changé. Elle accepte d'enquêter lorsqu'il est suspecté de viols sur le campus. Après avoir réussi à le disculper, ils se quittent en bons termes.

### Leo D'Amato
Leo D'Amato est un policier qui sort un court moment avec Veronica au milieu de la première saison. Dans un premier temps, elle l'utilise pour avoir accès à des pièces à convictions dans le cadre de son enquête sur l'assassinat de Lilly Kane. Mais Leo la perce à jour et lui demande tout de même de sortir avec lui. Il l'accompagnera au bal du lycée grâce à l'initiative de Meg. Après avoir embrassé Logan Echolls, Veronica est en pleine confusion et préfère rompre avec Leo car elle réalise qu'elle n'est pas amoureuse de lui. Leo refait apparition dans la saison 2 où il semble toujours avoir des sentiments pour Veronica. Malheureusement pour lui, Veronica ne s'intéresse plus à lui.
On le retrouvera dans le film, Veronica recréant leur première rencontre pour lui demander à nouveau un service. Il réapparaît dans la saison 4 et enquêtes avec Veronica sur le poseur de bombes ( Léo travail pour le F.B.I). 

### Logan Echolls
Logan est un jeune homme de dix-sept ans faisant partie des 3/9. Il rencontre Veronica alors qu'ils ont 12 ans, il venait d’emménager à Neptune. Il avoue plus tard que la 1er fois qu’il a vu Veronica  il l'a trouvée sexy comme elle portait des shorts courts (sa tenue de foot en réalité). Sa mère, Lynn, se suicide dans la saison 1 et son père, l'acteur Aaron Echolls, se fait arrêter pour le meurtre de Lilly Kane. Logan était le petit-ami de Lilly (ils venaient de rompre juste avant qu'elle ne soit assassinée) et l'ami de Veronica. Après le meurtre et comme tous les 3/9 de Neptune High, il va prendre le parti de Jake Kane contre celui du père de Veronica, Keith Mars.
 Au cours de la saison 1, Logan va finalement sortir avec Veronica après être venu à son secours lors d'une enquête. Ils vont vivre une relation secrète qui va être rapidement découverte lors de la fête surprise qu'Aaron Echolls organise pour son fils. Veronica rompt ensuite avec lui dans le 1er épisode de la saison 2 qui raconte, en flash back, l'été qui sépare leur année de Première de leur année de Terminale. En effet, Veronica estime que Logan contribue à envenimer la situation dans la ville de Neptune.
Au début de la saison 2, Logan va coucher occasionnellement avec la belle-mère de son ami Dick Casablancas, Kendall Casablancas. À la fin de la saison, il se rapproche à nouveau de Veronica avec qui il finira par ressortir.
Dans la saison 3, leurs relation va s'enrichir et on va pouvoir voir de l'amour dans leur couple. Bien qu'ils se soient avoué leurs sentiments pour chacun, Logan va quitter Veronica au milieu de la saison. Avec les événements graves de cette saison, il s'inquiète pour elle et devient très protecteur, ce qu'elle ne supporte plus. Il le regrette et ils ressortent ensemble pendant un épisode. Apprenant qu'il aurait couché avec Madison Sinclair alors qu'ils étaient séparés, Veronica rompt avec lui.
À la fin de la saison 3, on comprend que Logan est toujours amoureux de Veronica : il agresse Piz, persuadé qu'il est l'auteur de la sextape de Veronica diffusée sur le web. Par la suite, Logan et Veronica ne se reverront pas pendant neuf ans puis, Logan étant accusé du meurtre de sa nouvelle ex-petite-amie (dans le film diffusé en 2014), Veronica vient à Neptune pour lui venir en aide : le couple se reforme à cette occasion. La boucle sera en quelque sorte bouclée, ils sont faits l'un pour l'autre. 
Dans la saison 4, Logan et Veronica forment toujours un couple, jonglant entre la vie militaire de Logan et la vie à Neptune. De retour d'une de ses missions, Logan demandent Veronica en mariage, ce qu'elle refusera. À la fin de la saison, le couple se marie avant que Logan ne meure tragiquement lors d'une explosion le jour de leur mariage.

### Stosh «Piz» Piznarski
Stosh Piznarski, surnommé « Piz », fait sa première apparition dans la saison 3, où il est le colocataire de Wallace au Hearst college. Il tombe amoureux de Veronica dès l'instant où il la voit. Ce sentiment n'est toutefois pas partagé car celle-ci sort avec Logan Echolls, ce qu'il découvrira par surprise. Après sa rupture avec Logan, Wallace ouvre les yeux de Veronica qui se rend compte des sentiments de Piz.
Les deux s'embrassent à la fête d'anniversaire de Parker chez Logan, au grand dam de Logan. Ils restent en couple jusqu'à la fin de la saison 3, sans qu'on puisse deviner la suite de leur relation.
Dans le film, on apprend que Veronica et Piz se sont retrouvés à New York et sortent ensemble depuis un an (soit huit ans après leur première tentative). Piz rompra ensuite avec elle quand elle préfèrera rester à Neptune pour aider Logan plutôt que de le retrouver à New York où il allait lui présenter ses parents.

## Capacités
Fille d'un ancien shérif devenu détective privé, elle décide de suivre la même route depuis le meurtre de sa meilleure amie. Elle est très douée pour résoudre les enquêtes qu'on lui confie, ce qui nécessite intelligence et perspicacité. Elle réussit à obtenir sa licence de détective privé à 18 ans, avec de très bons résultats : elle a presque le même nombre de points que son père, qui a été policier avant de passer l'examen.
Veronica est aussi une élève studieuse, elle a d'excellents résultats scolaires : elle fait partie des 5 meilleurs élèves de sa promotion en Première et en Terminale. Elle est dans la course pour obtenir la bourse des Kane promise au meilleur élève de Terminale de Neptune High et est admise à Stanford à l'issue du lycée. Elle ira finalement à Hearst College avec Mac et Wallace. Son comportement avec certains de ses professeurs laisse cependant à désirer en Première. À Neptune High, c'est elle qu'il faut aller interroger ; la lycéenne en sait plus que vous ne le pensez !

## Voitures
Dans les deux premières saisons de la série, Veronica conduit une Chrysler LeBaron cabriolet noire de 1994 avec la capote beige. Dans la 3e saison, elle a un SUV Saturn Vue gris clair. Dans la saison 4, elle conduit principalement un coupé Hyundai Tiburon bleu. Après l'explosion de cette dernière, Veronica est au volant d'un coupé Infiniti Q60 de 2016 rouge.

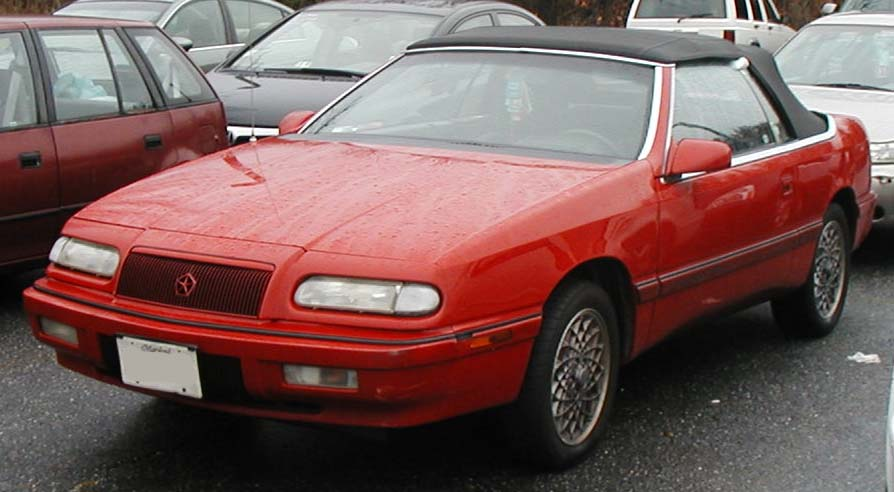
Chrysler LeBaron 93-95 assez similaire à celle de Veronica
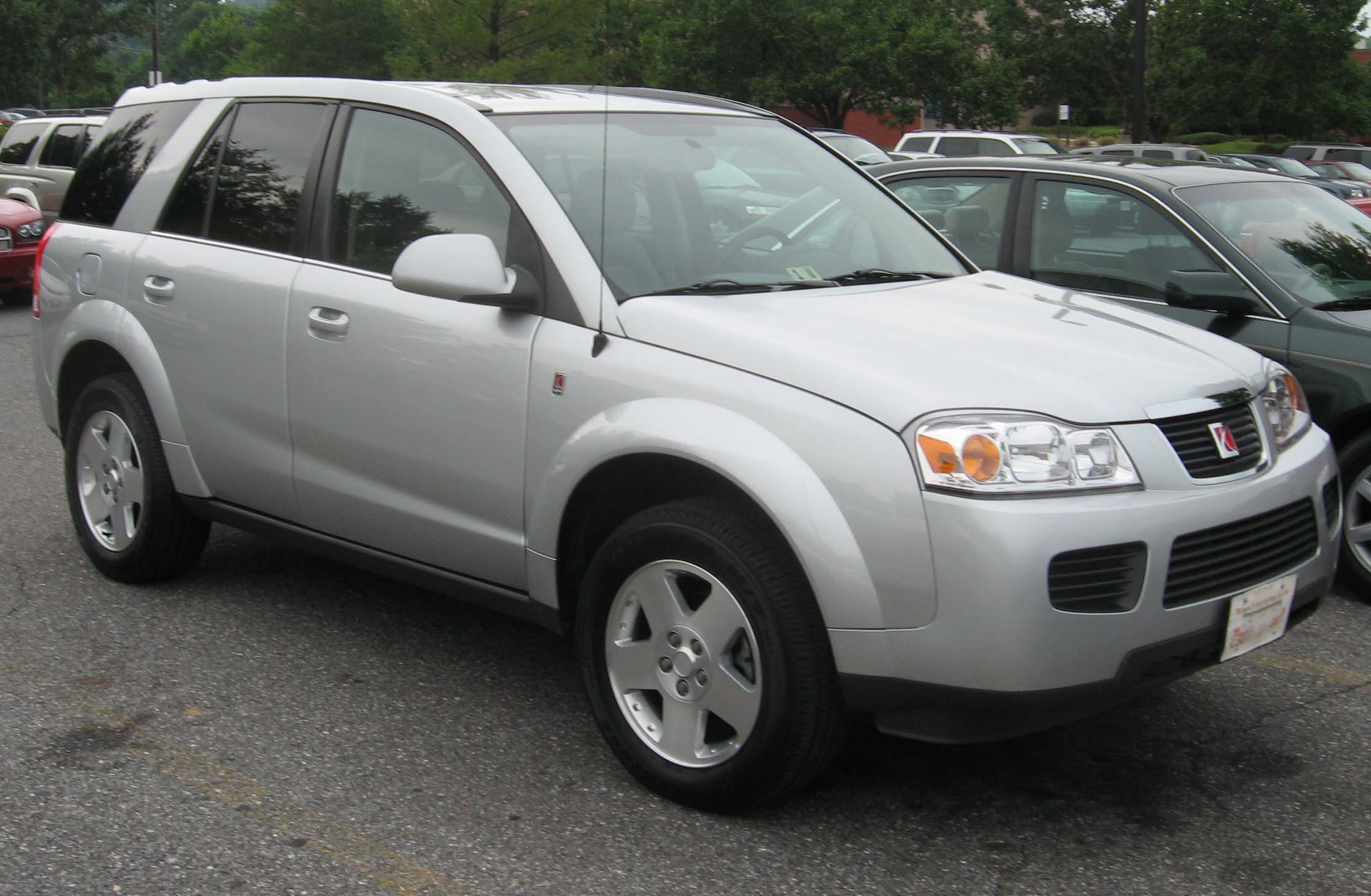
Un Saturn Vue similaire à celui de la saison 3
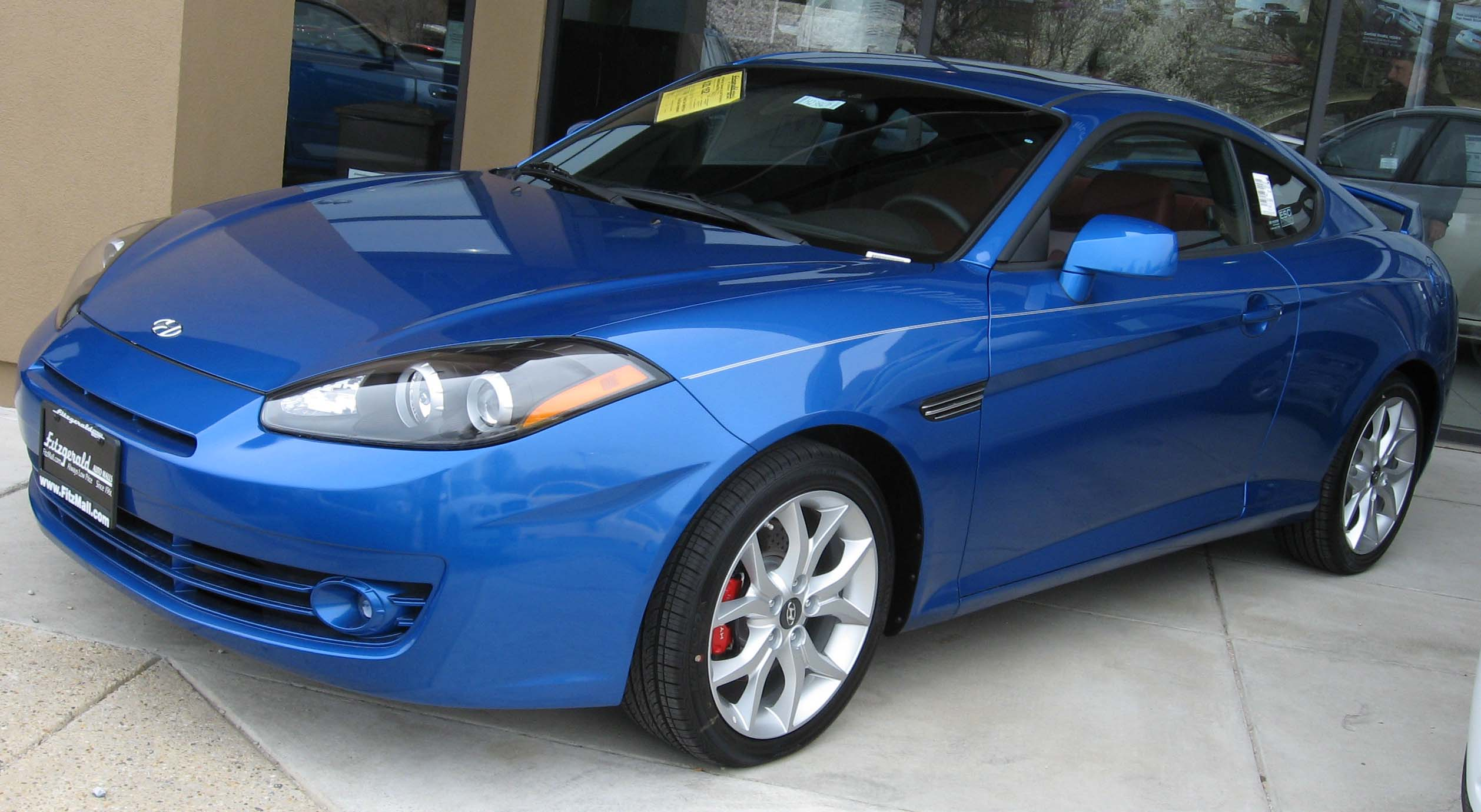
Un Hyundai Coupé assez similaire à celui de la saison 4
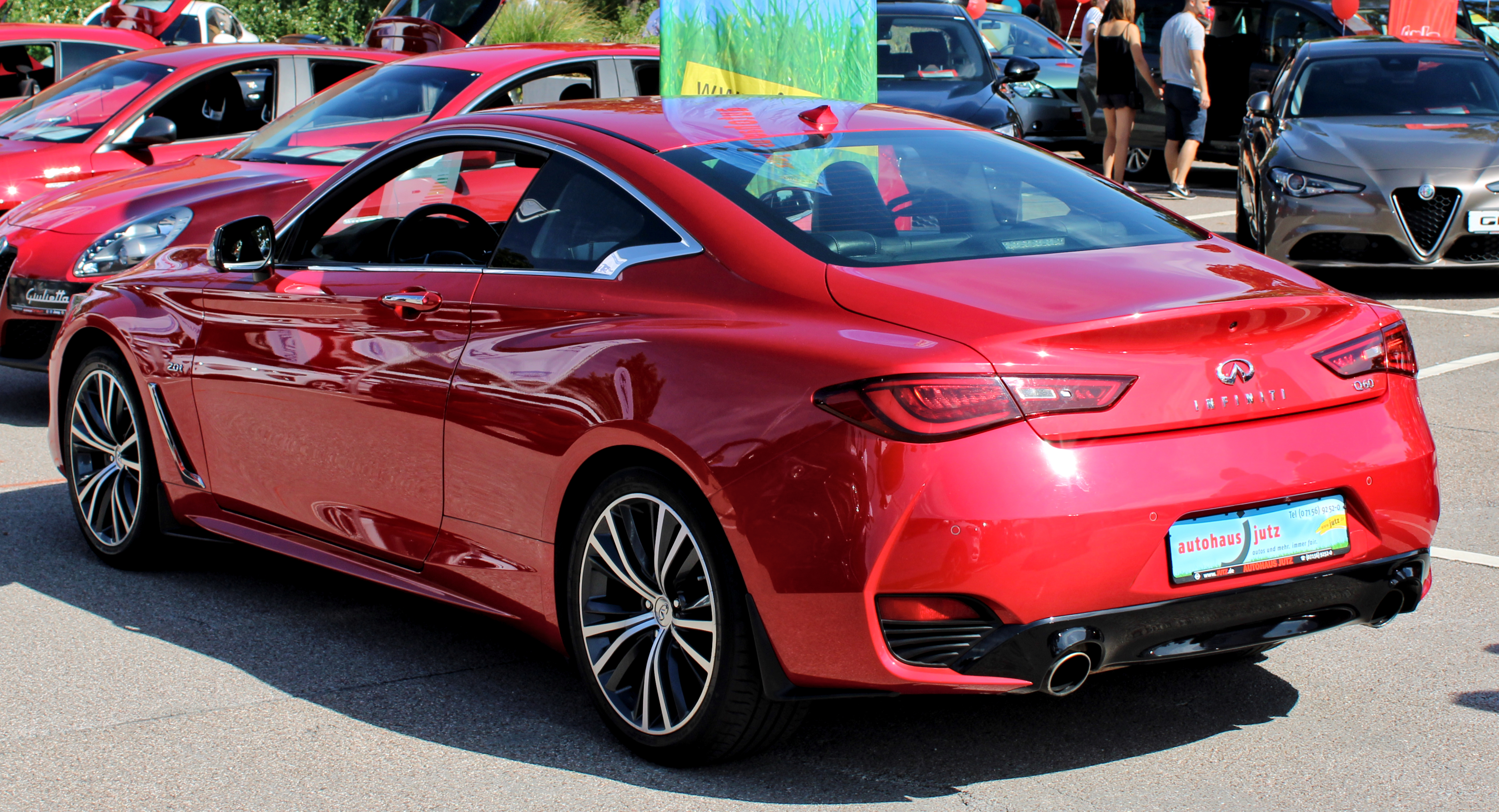
Infiniti Q60

## Romans
Le personnage apparait également dans les romans The Thousand-Dollar Tan Line (2014) et Mr. Kiss and Tell (2015) de Rob Thomas et Jennifer Graham.